# Kobenam Kouman
Kobenan Kouman – iworyjski piłkarz grający na pozycji pomocnika. W swojej karierze grał w reprezentacji Wybrzeża Kości Słoniowej.

## Kariera reprezentacyjna
W reprezentacji Wybrzeża Kości Słoniowej Kouman zadebiutował w 1973 roku. W 1974 roku został powołany do kadry na Puchar Narodów Afryki 1974. Wystąpił w nim w trzech meczach grupowych: z Zambią (0:1), z Ugandą (2:2), w którym strzelił dwa gole i z Egiptem (0:2).
W 1980 roku Koumana powołano do kadry na Puchar Narodów Afryki 1980. Zagrał w nim w trzech meczach grupowych: z Egiptem (1:2), z Nigerią (0:0) i z Tanzanią (1:1), w którym strzelił gola.